# Nikolina Ristović
Nikolina Ristović (rođ. Pišek; Zagreb, 8. travnja 1973.) hrvatska je televizijska voditeljica i glumica.

## Voditeljska karijera
Nikolina ima završen studij dizajna na arhitekturi. Novinarski je posao učila u HRT-ovoj emisiji "Glamour Cafe", nakon čijeg je ukidanja s Marijom Petrekovićem vodila zabavnu emisiju "Shpitza", kao pandan emisiji Red Carpet na Novoj TV. Odigrala je i razne uloge u televizijskim serijama (pr. "Bitange i princeze") 
Pišek je sudjelovala u licenciranoj emisiji HRT-a "Ples sa zvijezdama", s partnerom Ištvanom Vargom. Nije uspjela pobijediti, a te su sezone pobjednici bili Luka Nižetić i Mirjana Žutić. U 2008. je s Mirkom Fodorom vodila zabavnu emisiju "Na domaćem terenu".
Također je vodila emisiju "Operacija trijumf", "Farma", "Red Carpet Light" te In Magazin i Red Carpet. 
Trenutno vodi emisiju Bulevar B92 na B92.
Nikolina je 2011. sa srbijanskim pjevačem Sašom Kovačevićem snimila pjesmu "Idemo do mene".

## Televizijske uloge
- "Exkluziv Tabloid" (? – danas)
- "Najbolje godine" kao Lucija Elezović (2010. – 2011.)
- "Bračne vode" kao popravljačica frižidera (2009.)
- "Luda kuća" kao Suzana (2007.)
- "Bitange i princeze" kao Glorija (2006. – 2007.)
- "Kazalište u kući" kao Monique Milly (2006.)

## Novinarske i voditeljske uloge
- "Masked Singer" kao voditeljica (2023.)
- "Red Carpet" kao voditeljica (2012.)
- "In Magazin" kao voditeljica (2009. – 2012.)
- "Farma" kao voditeljica (2009. – 2010., 2025.)
- "Na domaćem terenu" kao voditeljica (s Mirkom Fodorom) (2008.)
- "Operacija trijumf" kao voditeljica (2008.)
- "Shpitza" kao suvoditeljica (s Marijom Petrekovićem) (2007.)
- "Ples sa zvijezdama" kao natjecateljica (2007.)
- "Glamour Cafe" kao novinarka (2003.)